# گمینا کاووشن
گمینا کاووشن (به لهستانی:  Gmina Kałuszyn) یک گمینا در لهستان است که در شهرستان مینگسک واقع شده‌است. گمینا کاووشن ۹۴٫۵۲ کیلومتر مربع مساحت و ۵٬۹۳۸ نفر جمعیت دارد.